# Heterorta
Heterorta es un género monotípico de lepidópteros perteneciente a la familia Noctuidae.  Su única especie:  Heterorta plutonis Lucas, 1894, es originaria de Australia.

## Sinonimia
- Thalpochares plutonis Lucas, Rockhampton
- Micraeschus pyrrhantha Meyrick New South Wales, Sídney
- Micraeschus diacaustus Turner, 1902 Queensland, Brisbane